# Arturo Torriano
Arturo Torriano (Alessandria, 7 marzo 1889 – Torino, 7 aprile 1950) è stato un generale italiano del Regio Esercito durante la seconda guerra mondiale, ricordato per il suo ruolo in Egitto durante l'occupazione italiana nel 1942.

## Biografia
S'arruolò nel Regio Esercito nel 1908 entrò come allievo nell'Accademia militare di Modena, da cui uscì con il grado di sottotenente, assegnato all'arma di fanteria, il 17 settembre 1910.
Partecipò alla guerra italo-turca, come tenente, venendo decorato con la Medaglia di bronzo al valor militare e successivamente alla prima guerra mondiale nei gradi di capitano e maggiore.
Dopo un servizio come ufficiale di SM, fu promosso colonnello il 13 settembre 1935, assumendo prima il comando del Distretto di Gorizia, poi del 2º reggimento di fanteria Re ed in seguito il comando delle truppe dell'isola d'Elba.
Promosso generale di brigata nel 1940, Torriano venne poi assegnato al comando della Guardia alla Frontiera del V° corpo a Trieste, dove si trovava alla dichiarazione di guerra il 10 giugno 1940. In tale comando parteciperà poi all'invasione della Jugoslavia il 6 aprile 1941.
Inviato in Libia dal 12 settembre seguente presso il comando superiore forza armata Africa settentrionale, ebbe poi incarichi presso il XX corpo e la piazza di Tripoli e, dal 31 dicembre 1941, quindi divenne comandante della Sirtica.
Dal 9 aprile 1942 assunse in Libia il comando della 17ª Divisione di fanteria "Pavia", conducendola poi nell'invasione dell'Egitto sino al 19 agosto seguente, quando fu rilevato dal generale di brigata Nazzareno Scattaglia.
Rimpatriato in Italia, assunse per la seconda volta il comando delle truppe dell'isola d'Elba, dove il 1º gennaio 1943, indossò il grado di generale di divisione.
Nell'agosto 1943, ceduto il comando al generale Achille Gilardi, Torriano fu trasferito in Albania al comando della 53ª Divisione di fanteria "Arezzo" per sostituire il generale Salvatore D'Arminio Monforte. L'"Arezzo" era schierata nella zona di Korça (Coriza) alla frontiera orientale con la Grecia, impegnata in quel periodo intensamente nella lotta antipartigiana come forza da occupazione.
Dopo l'armistizio, il 9 settembre 1943, il generale ordinò di aprire il fuoco su una manifestazione antifascista, davanti alla moschea e alla cattedrale ortodossa. Alla manifestazione prendeva parte nella maggioranza gente disarmata con donne e bambini. 32 furono i morti rimasti a terra sulla piazza mentre altri 27 persero la vita in ospedale, per un totale di 59 morti e più di 120 feriti.
Fu quindi catturato il 18 settembre 1943 e tradotto al campo 64/Z Schokken per generali italiani in Polonia, da dove fu poi liberato di russi e rimpatriato nel maggio 1945.